# Grabmal Johannes I.

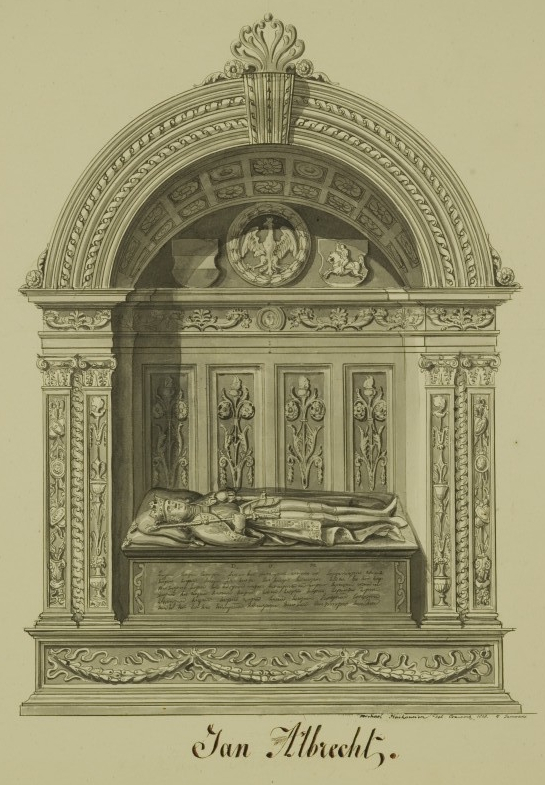
Grabmonument von König Stefan Báthory in der Wawel-Kathedrale nach Michał Stachowicz

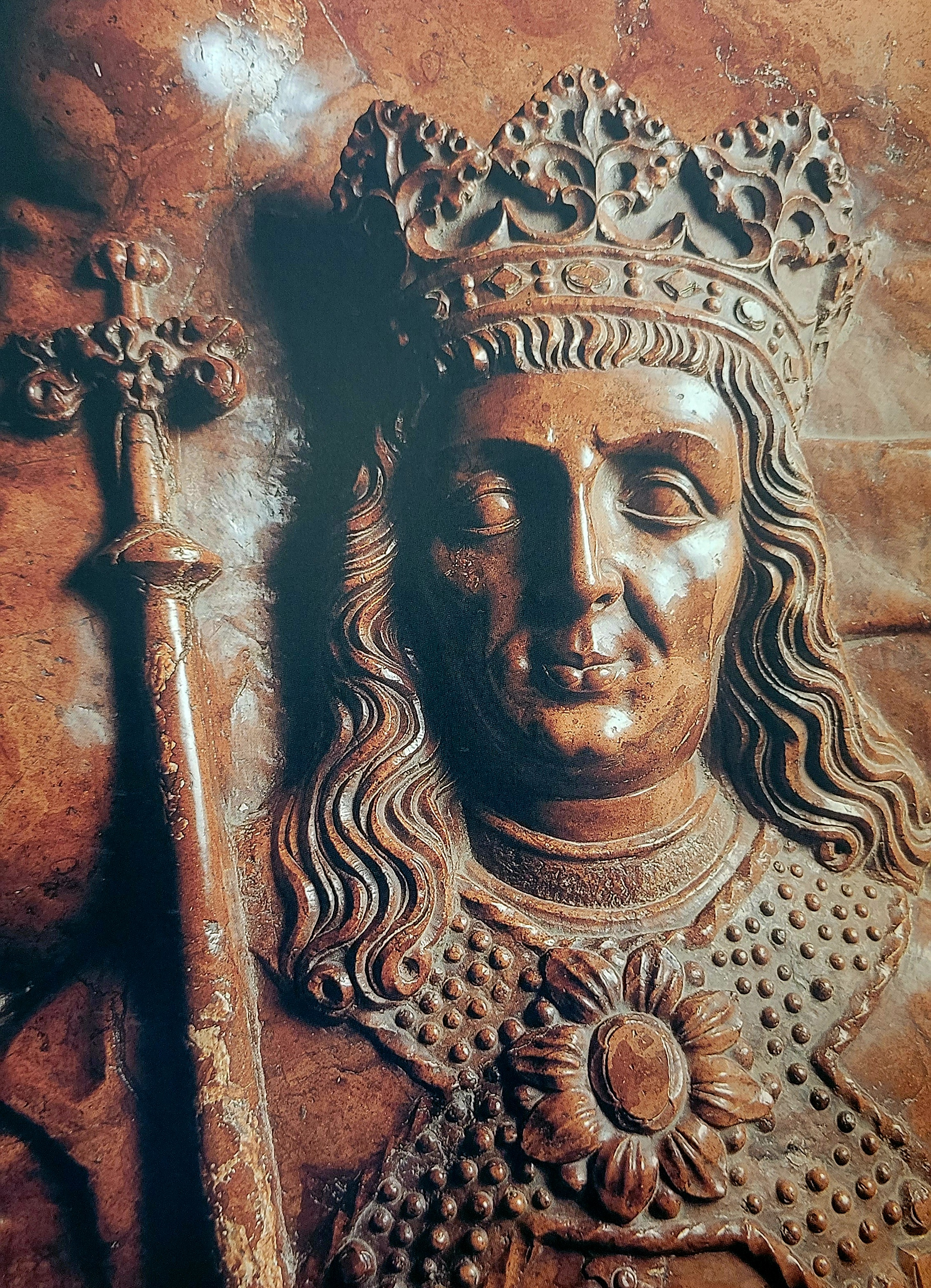
Kopf- und Brustpartie des Königs

Beim Grabmal Johannes I. handelt es sich um das Grab von König Johann I. von Polen. Es befindet sich in der Kathedrale von Krakau.

## Geschichte
König Johann I. Albrecht starb 1501 in Thorn, wo im Johannesdom sein Herz beigesetzt wurde. Sein Leichnam wurde erst später nach Krakau überführt. Sein Bruder und Nachfolger Alexander I. stiftete das Grabmal in der Johann-Albrecht-Kapelle auf dem Wawel. Er beauftragte für den Bau des Grabes entweder Stanislaus Stoß, den Sohn von Veit Stoß, oder Jörg Huber. Jörg Huber arbeitete bereits mit Veit Stoß zuvor an dem Grabmal Kasimirs IV. Die neue Grabplatte hat bereits Züge des Übergangs der Spätgotik zur Frührenaissance. Die Grabnische wurde von Francesco Fiorentino in Form eines Triumphbogens im Stil der Renaissance von 1502 bis 1505 gestaltet. Francescos Bogen gilt als erstes Werk der italienischen Hochrenaissance in Polen. Es galt Bartolomeo Berrecci als Vorbild für die Sigismundkapelle, in der der jüngere Bruder von Johannes Sigismund der Alte, sein Neffe Sigismund II. August und seine Nichte Anna Jagiellonica beigesetzt wurden.

## Beschreibung
Das Grabmal besteht aus rotem Marmor aus Ungarn, kleinpolnischem Sandstein und Alabaster. Der König ist auf der Grabplatte realistisch als Mann mittleren Alters dargestellt. In der rechten Hand hält er ein Zepter. Der Gesichtsausdruck ist ruhig. Ihn zieren die Wappen der Jagiellonen (bzw. Litauens) und Habsburger, deren beider Dynastien Sprössling er war. Die Grabplatte ist in einen Triumphbogen eingeschlossen. Francesco orientierte sich an den Grabmälern von Bernardo Rossellino in Florenz des 15. Jahrhunderts. Mit dem Grabmal setzte sich am polnischen Königshof die italienische Hochrenaissance gegenüber der bisherig dominierenden deutschen Spätgotik durch. Fortan wurden immer mehr Aufträge der Jagiellonen an Künstler aus Italien vergeben.